# 366. strelska divizija (ZSSR)
366. strelska divizija (izvirno rusko 366. стрелковая дивизия; kratica 366. SD) je bila strelska divizija Rdeče armade v času druge svetovne vojne.

## Zgodovina
Divizija je bila ustanovljena septembra 1941 v Tomsku in bila 17. marca 1942 preimenovana v 19. gardno strelsko divizijo. Pozneje so jo ponovno ustanovili.